# هاري دبليو. كيسلر
هاري دبليو. كيسلر هو سياسي أمريكي، ولد في 15 أغسطس 1927 في توليدو في الولايات المتحدة، وتوفي في 2 يناير 2007 في بيريسبورغ في الولايات المتحدة. نشط حزبياً في الحزب الديمقراطي.